# Stockerau
Stockerau város Ausztriában. Alsó-Ausztria tartomány Korneuburgi járásában fekszik, mintegy 25 km-re északnyugatra Bécstől. 16 789 lakosával (2021 január) a tartomány "Bornegyedének" legnagyobb települése.

## Elhelyezkedése

Stockerau a Korneuburgi járásban

Stockerau a Dunától néhány kilométerre, a folyó valamikori öntésterületén (Tullner Becken) fekszik. Alsó-Ausztria északkeleti régiójának, az ún. "Bornegyednek" (Weinviertel) a legnagyobb városa.
A városi önkormányzathoz tartoznak még Oberzögersdorf (270 lakos) és Unterzögersdorf (336 fő) falvak is.
A környező önkormányzatok: nyugatra Hausleiten, északnyugatra Sierndorf, északkeletre Leitzersdorf, keletre Spillern, délre Sankt Andrä-Wördern

## Története

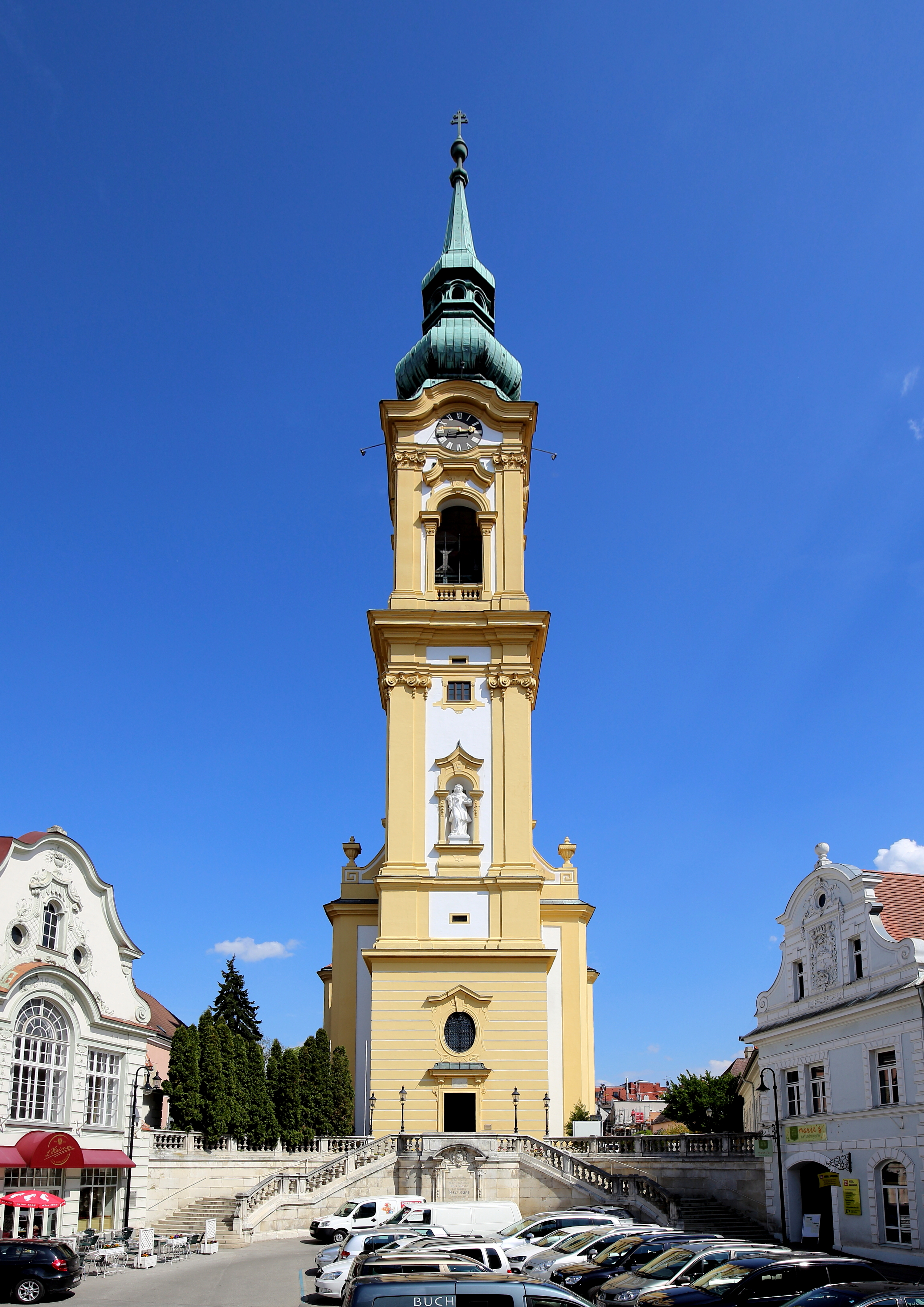
A plébániatemplom

A város területén 791-ben kezdtek megtelepedni, első lakói favágók voltak. Nevének első írásbeli említése 1012-ből származik "Stoccaerouwe" alakban. Az említés apropója, hogy ebben az évben gyilkolták meg a helyi lakosok Koloman (Colman) ír zarándokot, akinek nem értették a nyelvét és kémnek nézték. Egy kiszáradt bodzafára akasztották fel, de teste nem romlott meg, a bokor pedig újra kihajtott, így a zarándokot szentté avatták. Az állítólagos bokor ma is megtalálható a Szentlélek Szolgálói Missziós Nővérek zárdájának kertjében.
1014-ben megalapították a mai plébániatemplom elődjét. 1465-ben III. Frigyes császár vásárjogot adományozott a településnek. 1514-ben I. Miksa császár mezővárosi státuszt, címert és pecsétet adott Stockeraunak. A címer (akárcsak a mai) újonnan kihajtó száraz fát ábrázol és Szt. Kolomanra emlékezik.
1722 és 1726 között megépült a barokk stílusú templom új, 88 m magas tornya (egész Alsó-Ausztria legmagasabb templomtornya) 1740-re elkészült a ma is látható városháza. A neves romantikus költő, Nikolaus Lenau 1818 és 1822 között Stockerauban élt és itt írta első verseit.
1841-ben megnyílt a harmadik osztrák vasútvonal, amely Bécs-Jedleseet kötötte össze Stockerauval. A vasút jelenléte ösztönzően hatott a helyi ipar fejlődésére. A városba és környékére textil-, gyertya-, szappan-, illatszer-, bőráru-, vegyiáru- és gépgyártó üzemek települtek. 1893-ban I. Ferenc József a települést városi rangra emelte.
1945-ben a városi temetőben szovjet katonai temetőt nyitottak, amelybe 1957-ig 28 egyéni és 3 tömegsír került.
1964-ben elkezdték a Stockeraui Ünnepi Játékok megrendezését; az első előadás "A pacsirta" volt Jean Anouilhtól. 1994-ben a stockeraui folyóparti ligetet természetvédelmi területté nyilvánították.

## Lakosság
A 20-21. században - a második világháborútól eltekintve - a város lakossága folyamatosan gyarapodott. 2021 január 1-én 16 789-en éltek Stockerauban. Az 1991-es népszámláláshoz képest a növekedés 6,2%-os, ami alapvetően a bevándorlásnak köszönhető (+8,1%), mert a természetes gyarapodás negatív (-1,9%).
A lakosok többsége (72,5%) római katolikus. 2001-ben 6,3% muszlimnak, 3,8% protestánsnak, 1,2% ortodox kereszténynek vallotta magát. 15,8% felekezet nélküli. Ugyanekkor a stockeraui lakosok 90%-a német anyanyelvűnek, 1,7 horvátnak, 1,2% szerbnek, 0,7% pedig magyarnak mondta magát. 
A népesség változása:

| 2016 | 16 447 |
| 2018 | 16 916 |

## Látnivalók

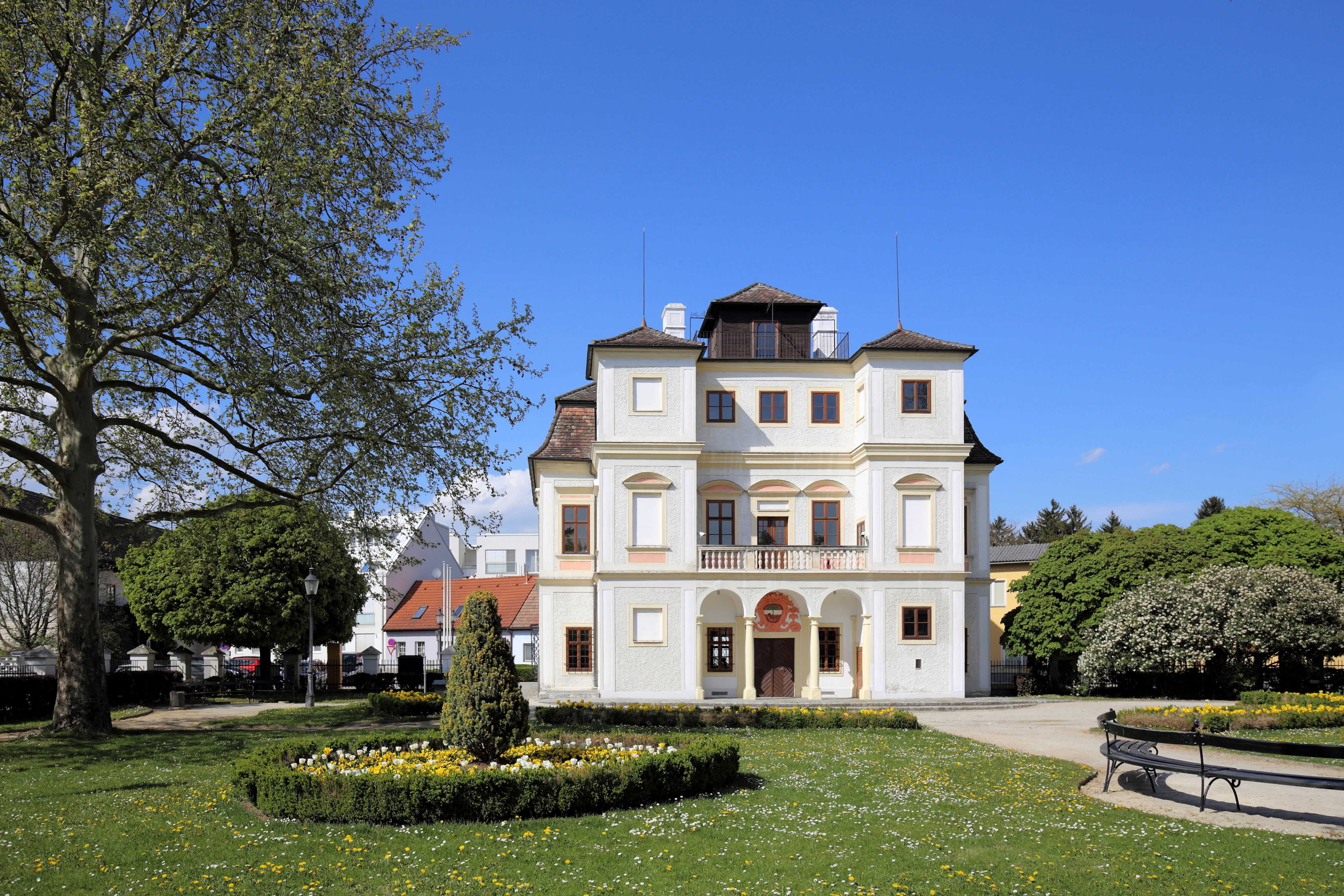
Belvedereschlössl kultúrcentrum

- a 88 méter magas tornyú plébániatemplom
- az 1740-ben épült városháza
- Szt. Koloman-zárda
- Luther-templom (volt zsinagóga)
- a város színháza a Lenautheater.
- minden év július-augusztusában a plébániatemplom előtti téren megrendezik a színházművészeti Stockeraui Ünnepi Játékokat
- a stockeraui kerületi múzeum a Belvedereschlössl Kultúrcentrum épületében található
- Siegfried Marcus automobilmúzeum
- az 1721-ben épült lovassági kaszárnya
- Stockerauer Au természetvédelmi terület

A város futballcsapata az SV Stockerau, kézilabdacsapata pedig az UHC Stockerau.

## Híres stockerauiak
- Adi Holzer (* 1936), festő, grafikus
- Josef Pröll (* 1968), politikus

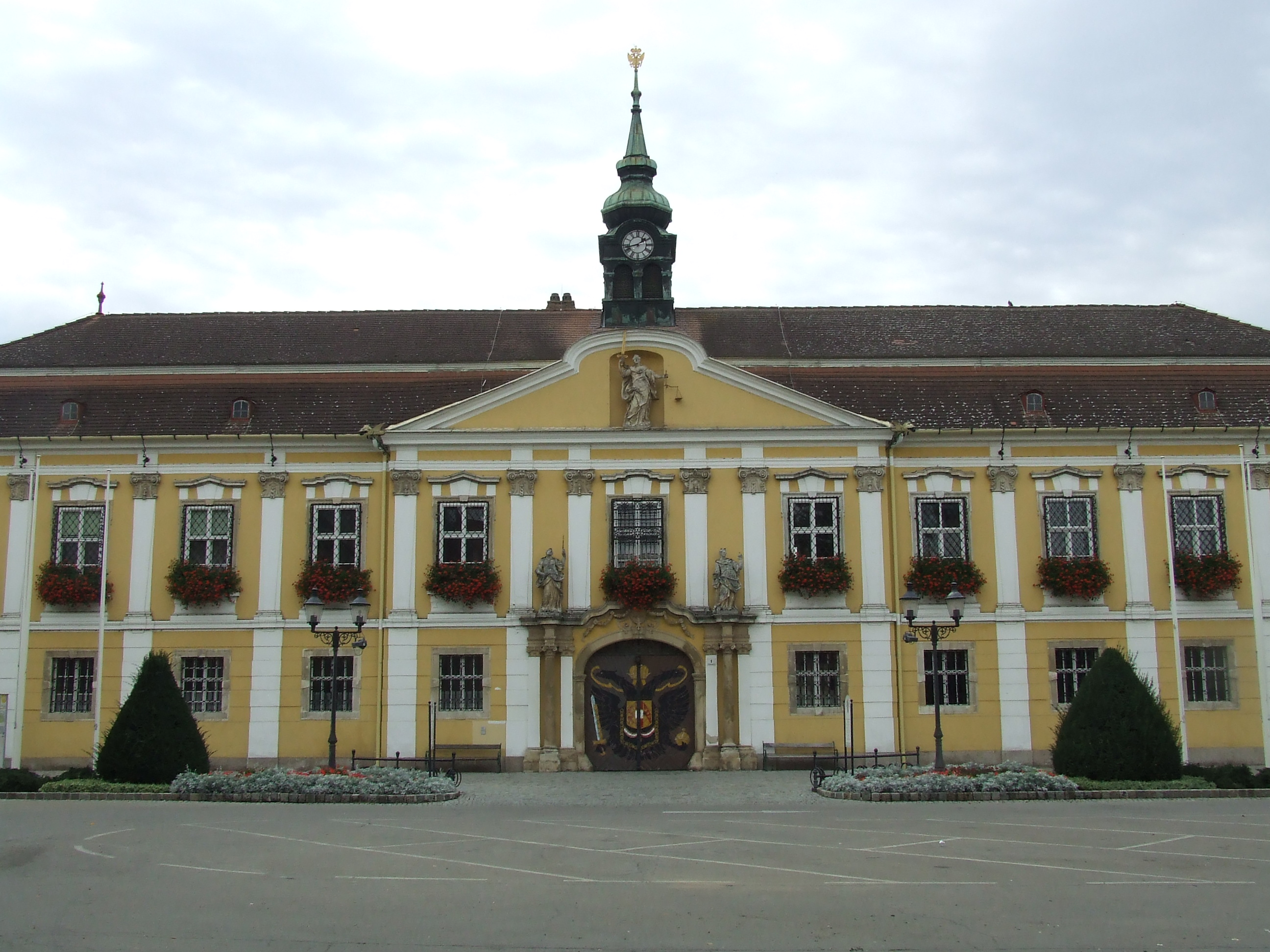
Városháza

- Gerda Winklbauer (* 1955), dzsúdó-világbajnok

## Testvérvárosok
- Andernach am Rhein (Németország), 1983 óta
- Baranavicsi (Fehéroroszország), 1989
- Mosonmagyaróvár (Magyarország), 1996

## Fordítás
- Ez a szócikk részben vagy egészben  a   Stockerau című német Wikipédia-szócikk ezen változatának fordításán alapul.  Az eredeti cikk szerkesztőit annak laptörténete sorolja fel. Ez a jelzés csupán a megfogalmazás eredetét és a szerzői jogokat jelzi, nem szolgál a cikkben szereplő információk forrásmegjelöléseként.